# Balthasar Hübler

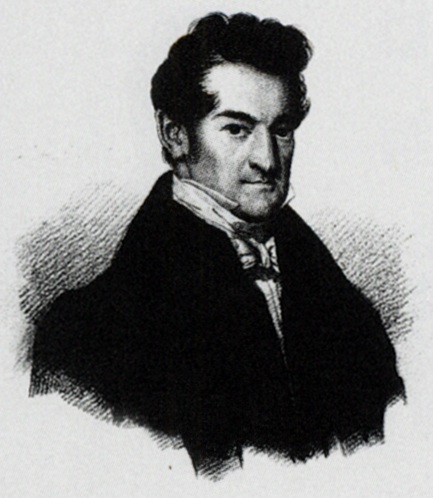
Balthasar Hübler (1833/34)

Karl Balthasar Hübler (* 30. Dezember 1788; † 17. Januar 1866 in Dresden) war ein deutscher Jurist und Politiker.

## Leben
Der Advokat Hübler gehörte seit 1820 dem Stadtrat der sächsischen Residenzstadt Dresden an. Im April 1832 wurde er zum Bürgermeister auf Lebenszeit gewählt. Von Amts wegen war er als solcher Mitglied in der I. Kammer des Sächsischen Landtags. Er schied 1848 aus seinem Amt.
Ein 266 Seiten umfassendes Manuskript mit seinen Erinnerungen befindet sich seit 2004 im Stadtarchiv Dresden.

## Ehrungen
- Zivilverdienstorden (Sachsen)
- Hüblerstraße und Hüblerplatz in Dresden